# Таза (посёлок)
Таза — упразднённый посёлок в Солтонском районе Алтайского края. На момент упразднения входил в состав Макарьевского сельсовета. Исключен из учётных данных в 1982 году.

## География
Располагался в предгорьях Алтая, на реке Каракол (приток Нени), приблизительно в 9 км, по прямой, к востоку от села Макарьевка.

## История
Основан в 1908 году. В 1928 году деревня Таза состояла из 98 хозяйств. В административном отношении входила в состав Усть-Тальского сельсовета Солтонского района Бийского округа Сибирского края.
Решением Алтайского краевого исполнительного комитета от 30.12.1982 года № 471 посёлок исключен из учётных данных.

## Население
Согласно переписи 1926 года в деревне проживало 517 человек (255 мужчин и 262 женщины), основное население — русские.